# Stenelmis occidentalis
Stenelmis occidentalis là một loài bọ cánh cứng trong họ Elmidae. Loài này được Schmude & Brown miêu tả khoa học năm 1991.